# Liudmyla Babak
Liudmyla Babak (en ucraniano: Людмила Бабак; 1 de abril de 1997) es una deportista ucraniana que compite en piragüismo en las modalidades de aguas tranquilas y maratón.
Ganó tres medallas de bronce en el Campeonato Europeo de Piragüismo entre los años 2018 y 2022.
En la modalidad de maratón obtuvo doce medallas en el Campeonato Mundial entre los años 2016 y 2024, y diez medallas en el Campeonato Europeo entre los años 2017 y 2024.

## Palmarés internacional
| Campeonato Europeo | Campeonato Europeo | Campeonato Europeo | Campeonato Europeo |
| Año                | Lugar              | Medalla            | Competición        |
| ------------------ | ------------------ | ------------------ | ------------------ |
| 2018               | Belgrado (Serbia)  | Medalla de bronce  | C1 5000 m          |
| 2021               | Poznań (Polonia)   | Medalla de bronce  | C1 5000 m          |
| 2022               | Múnich (Alemania)  | Medalla de bronce  | C1 5000 m          |

| Campeonato Mundial | Campeonato Mundial           | Campeonato Mundial | Campeonato Mundial |
| Año                | Lugar                        | Medalla            | Competición        |
| ------------------ | ---------------------------- | ------------------ | ------------------ |
| 2016               | Brandeburgo (Alemania)       | Medalla de bronce  | C1                 |
| 2017               | Pietermaritzburg (Sudáfrica) | Medalla de oro     | C1                 |
| 2018               | Vila Verde (Portugal)        | Medalla de oro     | C1                 |
| 2019               | Shaoxing (China)             | Medalla de oro     | C1                 |
| 2019               | Shaoxing (China)             | Medalla de oro     | C1 (DC)            |
| 2021               | Pitești (Rumania)            | Medalla de oro     | C1                 |
| 2021               | Pitești (Rumania)            | Medalla de oro     | C1 (DC)            |
| 2022               | Ponte de Lima (Portugal)     | Medalla de oro     | C1                 |
| 2023               | Vejen (Dinamarca)            | Medalla de oro     | C1                 |
| 2023               | Vejen (Dinamarca)            | Medalla de plata   | C1 (DC)            |
| 2024               | Metković (Croacia)           | Medalla de oro     | C1                 |
| 2024               | Metković (Croacia)           | Medalla de plata   | C1 (DC)            |
| Campeonato Europeo |                              |                    |                    |
| Año                | Lugar                        | Medalla            | Competición        |
| 2017               | Ponte de Lima (Portugal)     | Medalla de oro     | C1                 |
| 2018               | Metković (Croacia)           | Medalla de oro     | C1                 |
| 2019               | Decize (Francia)             | Medalla de oro     | C1                 |
| 2019               | Decize (Francia)             | Medalla de oro     | C1 (DC)            |
| 2022               | Silkeborg (Dinamarca)        | Medalla de oro     | C1                 |
| 2022               | Silkeborg (Dinamarca)        | Medalla de oro     | C1 (DC)            |
| 2023               | Slavonski Brod (Croacia)     | Medalla de oro     | C1                 |
| 2023               | Slavonski Brod (Croacia)     | Medalla de oro     | C1 (DC)            |
| 2024               | Poznań (Polonia)             | Medalla de oro     | C1                 |
| 2024               | Poznań (Polonia)             | Medalla de oro     | C1 (DC)            |